# Леклерк (танк)
Leclerc (в письменной форме традиционно передаётся в транслитерационном виде «Леклерк») — французский современный основной боевой танк (ОБТ).
Танк создан концерном GIAT (ныне Nexter) в 1980-е годы для замены устаревшего танка AMX-30. Серийное производство начато в 1992 году. По состоянию на 2010 год дальнейшее производство Леклерка не ведётся. На 2011 год 354 танка этого типа состоят на вооружении Франции, ещё 388 находятся на вооружении армии Объединённых Арабских Эмиратов. До появления южнокорейского K2 «Чёрная пантера» и японского Тип 10 считался самым дорогостоящим ОБТ.

## История создания

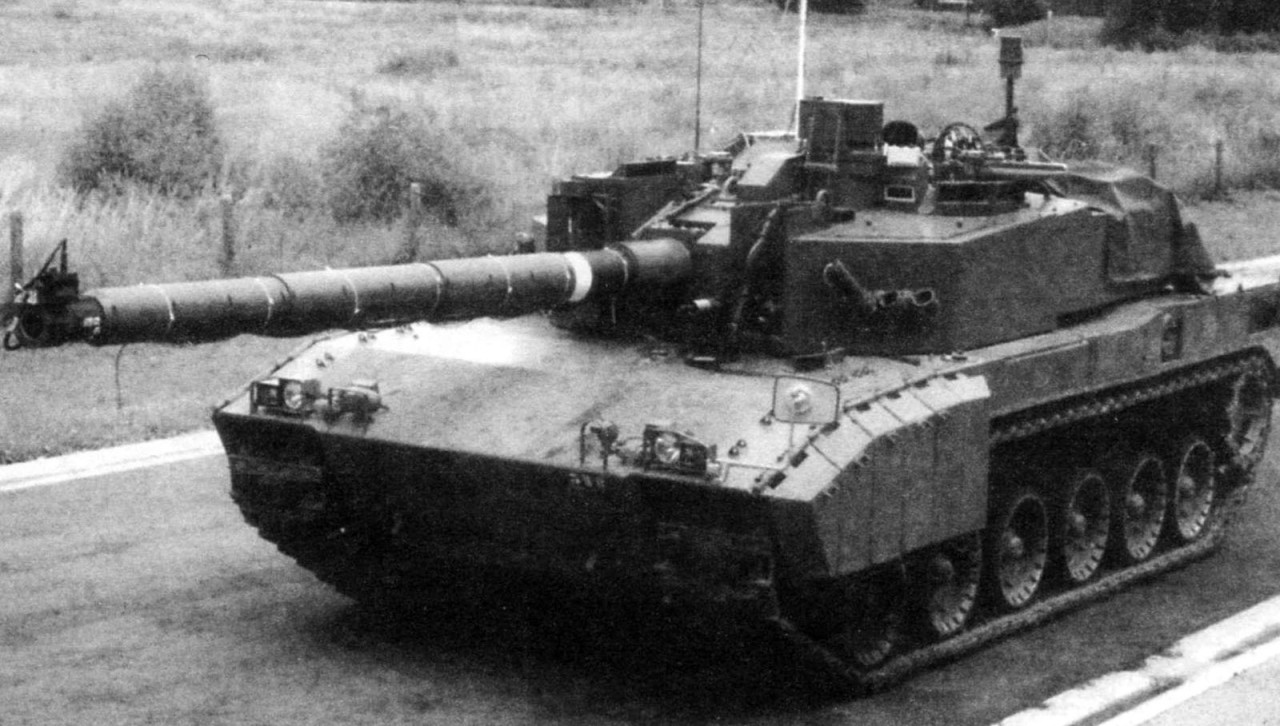
Прототип танка Leclerc — Mulet Systeme Complet

Leclerc, производимый по заказу французского правительства фирмой GIAT Industries, получил наименование в память о генерале французских бронетанковых войск времён Второй мировой войны Филиппе Мари де Отклоке, посмертно удостоенного звания маршала Франции и прозванного Леклерком в честь французского военачальника конца XVIII века.
Спроектированный ещё в начале 1960-х, танк AMX-30 начал устаревать к середине 1970-х. В 1977 году французские инженеры, опираясь на анализ разработок AMX-30 и иностранных ОБТ («Леопард», «Меркава» и M1 «Абрамс»), предложили проект собственного ОБТ — EPC (фр. Engin Principal de Combat). После сворачивания в 1979 году совместной франко-германской программы разработки унифицированного танка на базе «Леопарда-2» Франция приступила к реализации национального проекта. В отличие от остальных западных аналогов, в нём особое внимание уделялось развитию систем активной защиты (успех не известен), позволяющих конструктивно уменьшить массу танка путём облегчения собственно брони.
Применение автомата заряжания позволило уменьшить экипаж до трёх человек и значительно снизить массу брони (примерно на 7 тонн относительно сопоставимых танков других стран) при сохранении сопоставимой защищённости, а следовательно — увеличить подвижность машины; это нетипичное решение для машин блока НАТО, но характерное для советской школы танкостроения. Хотя танковый автомат заряжания был применён, решение об оснащении Леклерка таким узлом было неожиданным и сказалось на стоимости проекта.
Большое количество сложного электронного оборудования обусловило потенциально меньшую надёжность и значительную стоимость танка, что сдерживает как его массовое применение самой Францией, так и экспортные перспективы.
Производство
В 1986 году было выпущено 6 опытных образцов нового танка Леклерк. Финансовую помощь в подготовке танка оказали ОАЭ, заинтересованные в его закупках.
В 1990 году с выпуском первой партии из четырёх Леклерков началось серийное производство танка, поступившего на вооружение армии Французской республики в 1992 году.
Вторая и третья партии (17 танков) были отозваны по причине выявления конструктивных дефектов. При выпуске четвёртой и пятой партии эти ошибки были учтены и исправлены.
В следующей серии выпущенных танков (партии 6-9) особый упор делается на широкое применение электроники в танковых информационно-управляющих системах (ТИУС). Ранее выпущенные танки будут модернизированы в соответствии со стандартами девятой партии.
В 2004 году была представлена новая, десятая, модификация этих танков, отличающаяся новой ТИУС, распознающей дружественные отряды, и новой бронёй. В третьей серии, начинающейся с десятой партии, будет выпущено 96 танков. В 2007 году в строю находилось 355 танков, 320 из них были разделены на 4 полка по 80 единиц. Общая потребность французской армии в этих танках достигает 800—1000 единиц.
2015 — новая программа модернизации, с целью повышения различных характеристик и продления ресурса танка до 2040 г.
В начале 2020-х Франция обновляет часть своего парка танков Leclerc, чтобы продлить срок их службы после 2040 года.

## Мистификация названия
За пределами Франции танк неоднократно ошибочно называли «AMX-56» различные журналисты, связывая это, в основном, с массой машины, что оказалось неверным, так как массы в 56 тонн машина достигла лишь с началом выпуска второй серии, а позже и вовсе превзошла прежний результат. Официально танк по-прежнему обозначается как «Leclerc».

## Конструкция
Леклерк имеет классическую компоновку, с расположением отделения управления в лобовой части, боевого отделения — посередине и моторно-трансмиссионного отделения — в кормовой части. В отличие от подавляющего большинства основных боевых танков НАТО, на Леклерке применён автомат заряжания, что позволило сократить его экипаж до трёх человек — механика-водителя, наводчика и командира. В экипаж Леклерка допускаются танкисты ростом до 182 см (176 см для механика-водителя).
Двухместная башня низкого профиля и плотная компоновка позволили уменьшить габариты танка, и использовать массу для защищённости: Леклерк на 8,4 тонны легче американского М1А2, но несёт брони на 5 тонн больше.
Начинка Леклерка может служить воплощением мысли о том, что лень способствует прогрессу: так, механику-водителю для запуска двигателя достаточно одного нажатия кнопки, электроника ведёт постоянный контроль за силовой установкой, цифровой процессор управляет фрикционами и коробкой передач с переключением скоростей за доли секунды без прерывания передаваемой мощности. При снаряжении автомата заряжания нет необходимости подавать снаряды разных типов в заданной последовательности — считывающее устройство самостоятельно выберет нужный, прокручивая конвейер. О неисправностях и изменении обстановки экипажу голосом сообщит речевой информатор, имеющий в запасе памяти 600 команд.
Результатом высокой насыщенности рабочих мест электроникой с множеством пультов, экранов и окуляров («как внутри телевизора») был растиражированный в технических журналах курьёз — фотографии непривычно выглядевшего боевого отделения то и дело появлялись перевёрнутыми вверх ногами!
Эргономику обитаемых отделений можно определить как «технический гуманизм». Сиденья из негорючей синтетики поглощают вибрацию и имеют регулировку, все прицелы оснащены удерживающей голову амортизирующей лентой, предохраняющей лицо от ударов. Круговой обзор с командирского места и сектор 160° у наводчика предоставляют танкистам значительно бо́льшие возможности в бою (в том числе и по сравнению с отечественным подходом, считающим достаточными всего три командирских прибора наблюдения с ограниченным полем зрения). Для удобства членов экипажа крышу башни и верх корпуса не забыли покрыть шероховатым рифлёным пластиком, по которому не скользит обувь.

### Броневой корпус и башня

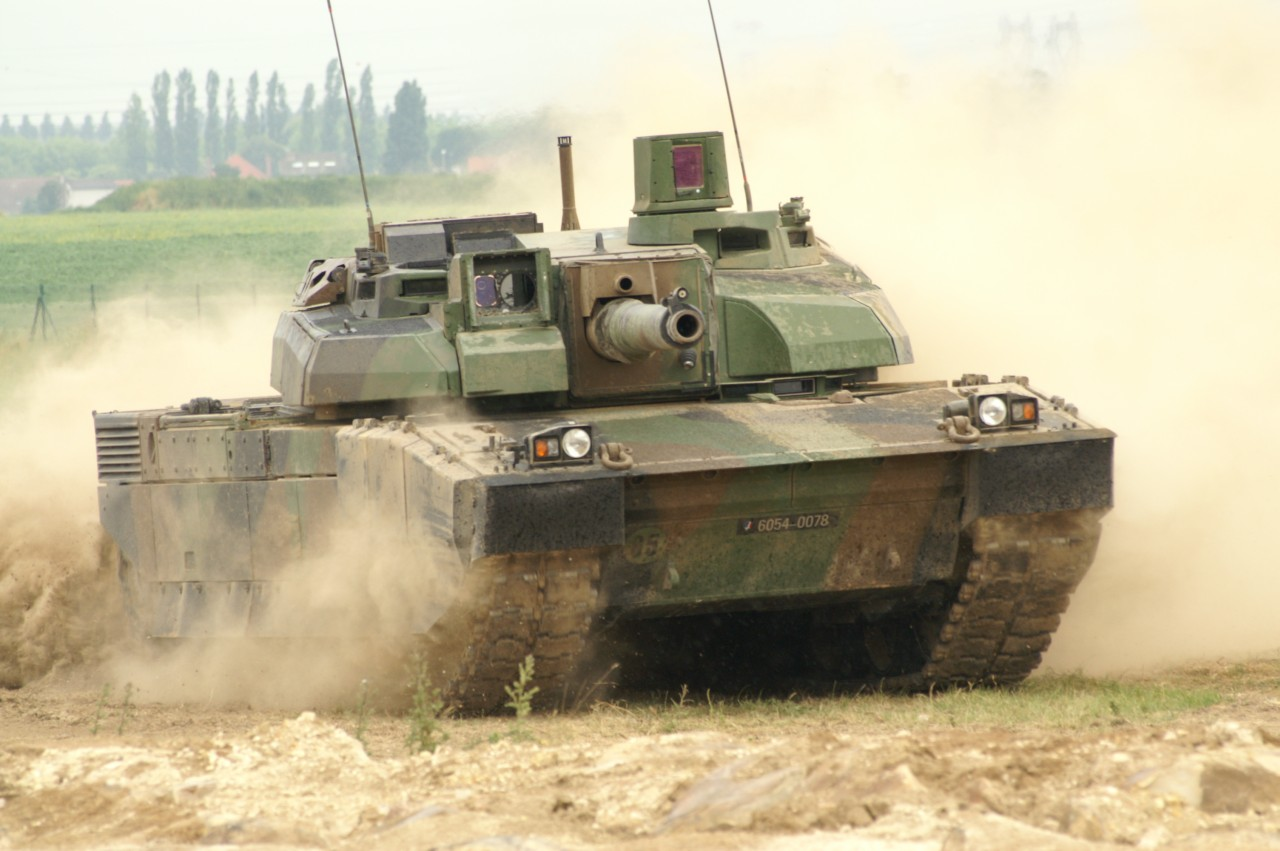
Танк «Леклерк» на полигоне. Различимы съёмные бронемодули башни и бортовые экраны корпуса, а также постановщик тепловых и оптических помех поверх башни (для подавления источников инфракрасного и лазерного излучения).

Лобовые и боковые стенки корпуса и башни изготовлены из многослойной брони. Принципиальным шагом в обеспечении защищённости машины явилось использование модульной конструкции бронирования лобовых частей корпуса и башни. Отдельные блоки брони с керамическими элементами могут быть легко заменены в полевых условиях при их повреждении или в случае модернизации.
Французские источники приводят следующие расчётные эквивалентные толщины лобовой брони корпуса и башни по стойкости от 120-мм американского снаряда М829A2 — 650…700 мм; от ПТУР Тоу-2А — 1100…1200 мм: крыши танков от кумулятивных средств — 500...600 мм.

### Вооружение
Основным оружием Леклерка является 120-мм гладкоствольная пушка модели CN-120-26, с длиной ствола 52 калибра (6240 мм), снабжённая автоматом заряжания и стабилизированная в двух плоскостях. В конструкцию башни также заложен запас для возможности установки перспективных танковых орудий калибра 140 мм.
Наведение пушки на цель осуществляется при помощи системы управления огнём (СУО), интегрированной в танковую информационно-управляющую систему. Система управления огнём включает в себя комбинированный прицел наводчика HL60, панорамный прицел командира HL70, перископические приборы наблюдения командира и наводчика, двухплоскостной стабилизатор пушки, автоматический метеопост, определяющий условия стрельбы, а также компьютер, обеспечивающий согласованную работу компонентов СУО и осуществляющий корректировку наводки с учётом данных метеопоста. Прицел наводчика состоит из дневного оптического канала с увеличением 3,3х и 10х, дневного телевизионного канала с увеличением 10х, ночного тепловизорного канала, лазерного дальномера и дульного визира. Прицел командира имеет лишь дневной оптический канал, с 2,5х и 10х увеличением, изображение ночного канала отводится с прицела наводчика. Система управления огнём позволяет командиру в дневных условиях вести самостоятельный поиск целей и передачу их на прицел наводчика.
Боекомплект пушки составляет 40 унитарных выстрелов, из которых 22 находятся в автомате заряжания, а ещё 18 находятся в барабанной боеукладке в отделении управления, и могут быть перемещены наводчиком в автомат заряжания по мере расходования боеприпасов в нём. В состав боекомплекта танка входят выстрелы с бронебойным оперённым подкалиберным снарядом (БОПС), индекс выстрела OFL 120 F2, активная часть из обеднённого урана, и с кумулятивно-осколочным снарядом, индекс выстрела OECC, оба выстрела французской разработки, взаимозаменяемые с боеприпасами 120-мм пушки «Рейнметалл». Начальные скорости снарядов указанных выстрелов 1790 и 1100 м/с соответственно. C 2011 года в боекомплект введены осколочно-фугасный EXPL, картечный OEFC с эффективной стрельбой до 400 м. С 2016 введён снаряд HE M3M, с программируемым взрывом в трёх режимах.
Автомат заряжания размещается в кормовой части башни в изолированном отсеке, снабжённом вышибными панелями и представляет собой ленточный конвейер, обеспечивающий пушке техническую скорострельность до 15 и практическую — до 10-12 выстрелов в минуту, как с места, так и в движении.
Заряжание конвейера автомата заряжания (АЗ) осуществляется снаружи через загрузочный люк в кормовой стенке башни или изнутри, с места наводчика, который может пополнять автомат из боеукладки — вращающегося барабана на 18 выстрелов, смонтированного в корпусе справа от механика-водителя. При этом нет необходимости сортировать снаряды по типам, поскольку автомат снабжён считывающим устройством, которое подсоединено к процессору, способному распознать не менее пяти типов боеприпасов.

### Средства наблюдения и связи

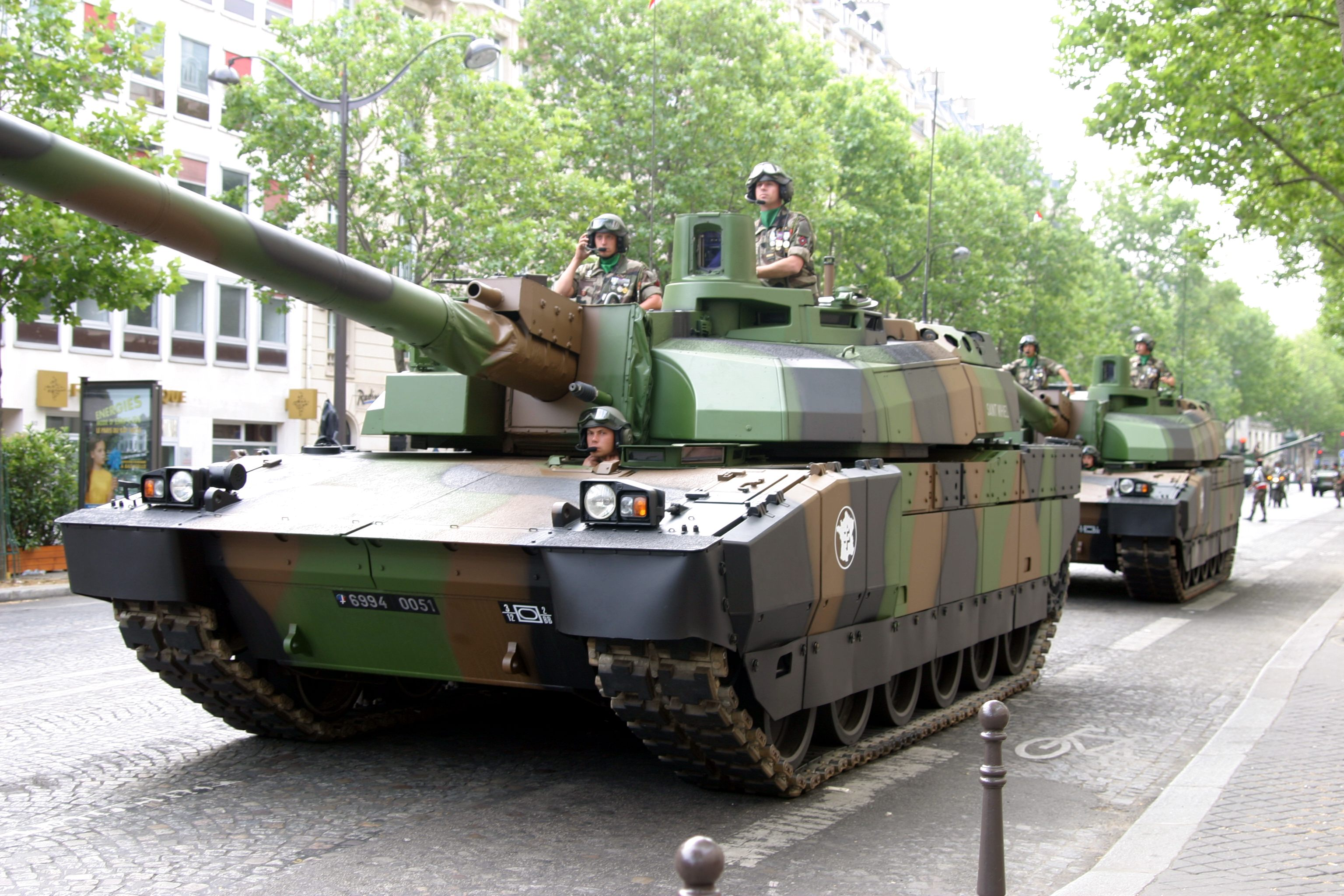
Leclerc 12-го кирасирского полка на параде в честь Дня взятия Бастилии в Париже. 2006 год

В комплексе, составляющем единую танковую информационно-управляющую систему (ТИУС), имеются бортовая ЭВМ, связанная с основными агрегатами танка и дублирующая вычислитель управления огнём;
электронная автоматика управления двигателем, коробкой передач, автоматом заряжания, противопожарной системой и др.;
навигационная инерциальная система с коррекцией от спутникового комплекса «Навстар»;
система связи с телефонным и факсимильным режимами на базе УКВ-радиостанции PR4TG и псевдослучайным перескоком рабочей частоты, защищающим от помех и РЭБ противника, что обеспечивает засекреченность связи и затрудняет её пеленгацию.
ТИУС выдаёт экипажу данные о местонахождении танка, оптимальных маршрутах, работе узлов, расходе боеприпасов, топлива, ведёт приёмопередачу информации с другими танками и КП о состоянии машины и тактической обстановке. Все данные выводятся в виде буквенно-цифровых символов, бланков и карт на цветные дисплеи, что позволяет отказаться от множества контрольных приборов и упростить работу танкистов. Принципиальным является объединение всех электронных систем машины в единую сеть, которая, подобно нервной системе живого организма, призвана управлять всеми составляющими боевой машины.
Её основой служит единая шина цифровых данных, имеющая 32 входных канала. К ней подключены и блоки системы управления огнём (СУО), состоящей из двухплоскостного стабилизатора пушки; бортового автоматического метеопоста, фиксирующего атмосферное давление, температуру воздуха, скорость и направление ветра; перископических приборов наблюдения командира и наводчика; подвижного панорамного прицела командира HL70 с круговым обзором и гиростабилизированным полем зрения, имеющим тепловизионный и оптический каналы с 2,5- и 10-кратным увеличением; комбинированного прицела наводчика HL60, включающего лазерный дальномер, дневной оптический канал с 3,3- и 10-кратным увеличением, дневного телевизионного канала с 10-кратным увеличением и ночного канала тепловизора «Атос» (его отвод выдаёт изображение и на командирский прицел); дульного визира.
Всеми элементами управляет ЭВМ СУО с двумя процессорами, выдающая данные и учитывающая поправки для стрельбы, а также контролирующая работу узлов. Благодаря быстродействию агрегатов, СУО достигает готовности к бою через минуту после включения, позволяет вести огонь в движении по пересечённой местности со скоростью до 36 км/ч, а с места за одну минуту поразить шесть разных целей. Командир может продолжать поиск целей при ведении огня, передавая их на прицел наводчика.
С СУО сопряжены восемь перископических приборов командира, обеспечивающих круговой обзор, и три — наводчика, не только служащих для наблюдения, но и для наведения пушки. Обнаружив цель с любой стороны, нажатием кнопки на приборе можно автоматически развернуть башню и пушку в направлении его линии визирования. Для учёта изгиба ствола при нагреве служит контролирующая система динамического согласования линии прицеливания с осью ствола. Луч лазера малой мощности на бронемаске пушки отражается зеркалом над дульным срезом и принимается датчиком на башне, оценивающим уход ствола, который компенсирует СУО.
После модернизации тепловизор «Атос», стал обеспечивать дальность обнаружения целей типа танка до 5000 м ночью и в плохую погоду.

### Двигатель и трансмиссия

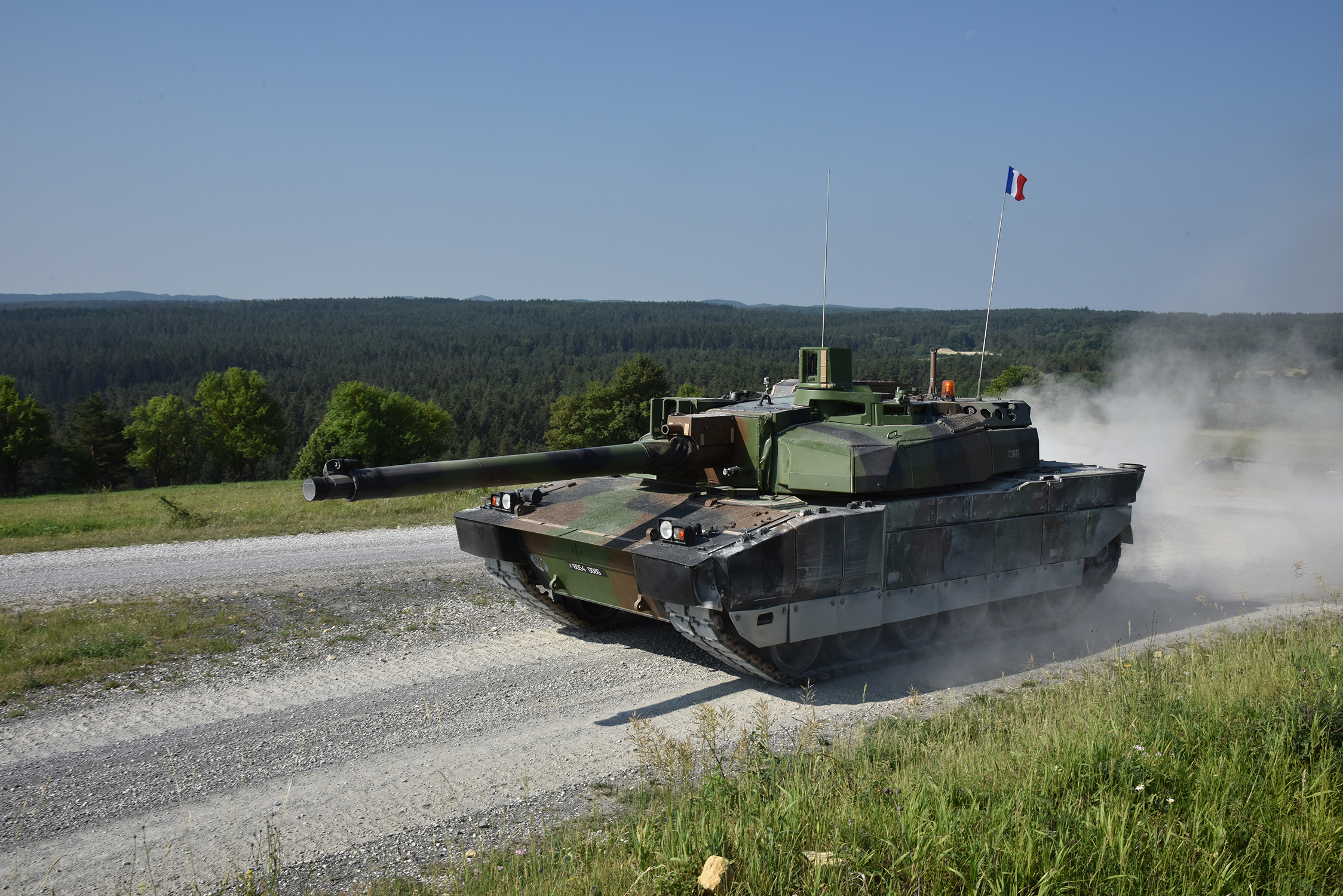
Леклерк 1-го шассёрского полка на соревнованиях Strong Europe Tank Challenge на полигоне Графенвёр, 5 июня 2018 года.

На Леклерке устанавливается V-образный 8-цилиндровый многотопливный дизельный двигатель жидкостного охлаждения, производства финской фирмы Wärtsilä, модели V8X 1500, развивающий максимальную мощность в 1500 л. с. при 2500 об/мин. V-8X оснащён турбокомпрессором «Гипербар», приводимым отдельным газотурбинным двигателем, который может использоваться также независимо от основного двигателя для привода электрогенератора. Следует заметить, что Леклерк — единственный в мире танк с силовой установкой «Гипербар». Наддув дизеля происходит не от выхлопных газов (турбонаддув), а приводом от отдельной турбины. Благодаря данной прогрессивной конструкции французы получили отличные тяговые характеристики, экономичность и малые размеры МТО.
Двигатель размещается в моторно-трансмиссионном отделении танка вдоль его продольной оси и скомпонован в единый блок с системами охлаждения и трансмиссией.
Трансмиссия танка включает в себя пятиступенчатую автоматическую гидромеханическую коробку передач модели ESM500, бортовые механизмы поворота и тормоза. Проработанное размещение и крепление блока силовой установки позволяют осуществлять его замену всего за 30 минут.

### Ходовая часть
Ходовая часть Леклерка с каждого борта состоит из шести сдвоенных обрезиненных опорных катков, поддерживающих катков, ленивца и расположенного в корме ведущего колеса. Подвеска опорных катков — индивидуальная, гидропневматическая. Узлы подвески вынесены из броневого корпуса для высвобождения пространства в последнем и облегчения обслуживания подвески.
Гусеница цевочного зацепления, шириной 635 мм, с резинометаллическим шарниром, обрезиненной беговой дорожкой для катков и съёмными резиновыми башмаками для передвижения по дорогам с твёрдым покрытием.

## Модификации
- «Bloc 1» — первая партия из 50 танков, принятая на вооружение в 1992 году. По состоянию на 2010 год данные танки сняты с вооружения ВС Франции и предлагаются на экспорт.[13]
- «Bloc 2»[13]:
  - Лот.6 — установлен кондиционер;
  - Лот.7 — усовершенствована трансмиссия;
  - Лот.8 — модернизированы электронные системы;
  - Лот.9 — улучшенный прицел «Iris» с большей дальностью обнаружения целей;
  - Лот.10 — поступили на вооружение ВС Франции под обозначением Serié XXI в 2007 году и состоят на вооружении четырёх полков.

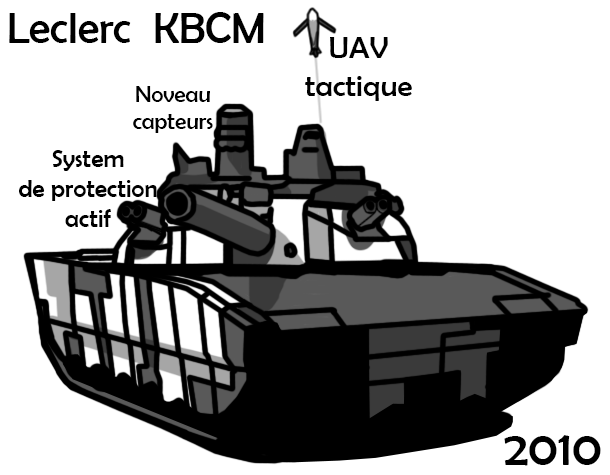
Концепт по установке комплекта KBCM

Концептуальные прототипы Leclerc Évolution со 120-мм (на переднем плане) и 140-мм (на фоне) орудиями

- «Tropicalisé» — экспортная версия танка для ВС ОАЭ. Отличается от базовой модификации установкой высокоэффективного кондиционера, отсутствием оборудования подводного хода. Силовая установка заменена на 1500-сильный дизель MTU 883 с трансмиссией Renk HSWL 295.[14]
- KBCM — концепт, в основе которого лежит оснащение танка комплектом защиты и разведки. В его состав входят противоминная защита днища корпуса, композитные экраны по бортам корпуса и на передних и бортовых проекциях башни, новые системы обнаружения угроз, две пусковые установки комплекса активной защиты SPATEM (с общим запасом в четыре контрбоеприпаса) и возможность запуска барражирующих боеприпасов. Планировалось создать подобный комплект в 2010 году[15].
- AZUR (фр. Actions en Zone Urbaine) — модификация танка, оптимизированная для боевых действий в условиях города.[16] Модификация была впервые представлена в 2006 году и включает:
  - набор экранов для защиты от РПГ;
  - комплект для защиты от коктейля Молотова и других зажигательных жидкостей;
  - систему беспроводной связи с пехотой;
  - систему на основе радара, предупреждающую зуммером об объектах в непосредственной близости от танка, находящихся в мёртвой зоне панорамного прицела командира;
  - дистанционно управляемый 7,62-мм зенитный пулемёт с системой управления огнём, способной обеспечить наведение днём и ночью;
  - ящики на корме, закрепляемые на кронштейнах навесных топливных баков, предназначенные для размещения дополнительных припасов;
  - громкоговоритель для объявлений гражданским лицам.
- Leclerc T4 «Terminateur» — прототип 1990-х годов, оборудованный новой башней Terminateur и 140-мм орудием.
- Leclerc XLR «Scorpion» — вариант, предназначенный для обновления имеющегося арсенала танков Leclerc. Оснащён современной электроникой и новыми средствами обороны — комплексом оптико-электронного подавления, системой дымовых гранатомётов Galix, а также комплектом защиты, состоящим из навесной комбинированной брони и экранов. Боеукладка, находящаяся в корпусе, была убрана. Боекомплект пополнился новым бронебойным снарядом Shard. На крыше был установлен пулемёт 7,62 мм, управляемый дистанционно. Вплоть до конца 2025 года планируется обновить 122 имеющихся на вооружении танка Leclerc до уровня XLR[17].
- Leclerc Évolution/Ascalon — концептуальный прототип 2024 года, вооружённый новым орудием Ascalon длиной 58 калибров и автопушкой ARX 30 для поражения малых беспилотных летательных аппаратов. Несмотря на наличие автомата заряжания, экипаж танка составляет 4 человека. Оборудован устройством для запуска барражирующих боеприпасов.

## Машины на базе
- DCL — бронированная ремонтно-эвакуационная машина.

## На вооружении
- Франция: 215 танков по состоянию на 2024 год[18].
- Иордания: 80 танков, по состоянию на 2020 год[19]
- ОАЭ: 388 танков, по состоянию на 2012 год[13][20]

## Тактико-технические характеристики
| Серия                                | Т-90 «Владимир»    | Т-84       | M1 Abrams         | Leopard 2    | Leclerc            | Challenger 2     | C1 Ariete | PT-91 Twardy    |
| ------------------------------------ | ------------------ | ---------- | ----------------- | ------------ | ------------------ | ---------------- | --------- | --------------- |
| Внешний вид                          |                    |            |                   |              |                    |                  |           |                 |
| Год принятия на вооружение           | 1992               | 2000       | 1980              | 1979         | 1992               | 1998             | 1995      | 1995            |
| Современная модификация              | Т-90М «Прорыв»     | БМ «Оплот» | M1A2 Abrams SEPv3 | Leopard 2А7V | Leclerc SXXI       | Challenger 2 TES | C1 Ariete | PT-91M Pendekar |
| Год принятия современной модификации | 2020               | 2009       | 2020              | 2014         | 2009               | 1998             | 1995      | 2010            |
| Боевая масса, т                      | 48                 | 51,0       | 66,8              | 67,5         | 57,4               | 75               | 54,0      | 45,5            |
| Экипаж                               | 3                  | 3          | 4                 | 4            | 3                  | 4                | 4         | 3               |
| Калибр пушки, мм                     | 125                | 125        | 120               | 120          | 120                | 120              | 120       | 125             |
| Панорамный прицел                    | Калина             | ПНК-6      | есть              | PERI-R-12    | SFIM VS-580        | SFIM VS-580      | ATTILA    | Sagem VIGY 15   |
| Управляемое вооружение               | Рефлекс-М, Инвар-М | Комбат     | нет               | нет          | нет                | нет              | нет       | нет             |
| Боекомплект, выстрелов               | 40                 | 46         | 42                | 42           | 40                 | 52               | 42        | 40              |
| Скорострельность, выстр/мин          | 8                  | 8          | 8                 | н/д          | 12                 | н/д              | н/д       | 7               |
| Автомат заряжания                    | карусель           | карусель   | нет               | нет          | ленточный конвейер | нет              | нет       | карусель        |
| Динамическая защита                  | Реликт             | Дуплет     | TUSK ARAT         | есть         | нет                | ROMOR            | PSO/WAR   | ERAWA           |
| Активная защита                      | Арена              | Заслон     | Трофи             | MUSS         | н/д                | н/д              | н/д       | нет             |
| КОЭП                                 | Афганит            | Варта      | AN/VLQ-6 MCD      | MUSS         | н/д                | н/д              | н/д       | OBRA-3          |
| Мощность двигателя, л. с.            | 1130               | 1200       | 1500              | 1500         | 1500               | 1200             | 1300      | 1000            |
| Удельная мощность, л. с./т           | 23,5               | 23,5       | 20,3              | 22,2         | 27,5               | 19,2             | 24,1      | 22,0            |
| Максимальная скорость, км/ч          | 70                 | 70         | 67                | 72           | 72                 | 59               | 65        | 65              |
| Скорость заднего хода, км/ч          | 15                 | 30         | 40                | 31           | 38                 | 35               | 20        | 5               |
| Запас хода по шоссе, км              | 550                | 500        | 425               | 450          | 550                | 400              | 600       | 480             |
| Всего выпущено шт.                   | ~4000              | ~70        | ~10400            | ~3600        | ~860               | ~450             | ~200      | ~280            |
| Стоимость ~                          | $2,9 млн           | $6,65 млн  | $8 млн            | $15 млн      | $16 млн            | $5,5 млн         | $8 млн    | $9 млн          |

| Серия                                | Merkava                 | Arjun     | Al-Khalid   | Karrar         | Songun-ho        | K2 Black Panther   | Type 99  | Type 10                     |
| ------------------------------------ | ----------------------- | --------- | ----------- | -------------- | ---------------- | ------------------ | -------- | --------------------------- |
| Внешний вид                          |                         |           |             |                |                  |                    |          |                             |
| Год принятия на вооружение           | 1979                    | 2004      | 2001        | 2020           | 2010             | 2014               | 2001     | 2012                        |
| Современная модификация              | Merkava Mark IV «Barak» | Arjun MK1 | Al-Khalid I | Karrar         | Songun-ho II     | K2 Black Panther   | 99А2     | Type 10                     |
| Год принятия современной модификации | 2023                    | 2011      | 2020        | 2020           | 2015             | 2014               | 2011     | 2012                        |
| Боевая масса, т                      | 70,0                    | 58,5      | 48,0        | 51,0           | 44               | 55,0               | 58,0     | 44,0                        |
| Экипаж                               | 4                       | 4         | 3           | 3              | 4                | 3                  | 3        | 3                           |
| Калибр пушки, мм                     | 120                     | 120       | 125         | 125            | 125              | 120                | 125      | 120                         |
| Панорамный прицел                    | есть                    | есть      | есть        | есть           | н/д              | есть               | есть     | есть                        |
| Управляемое вооружение               | LAHAT                   | LAHAT     | нет         | есть           | Bulsae-3, Игла-1 | KSTAM              | Рефлекс  | нет                         |
| Боекомплект, выстрелов               | 48                      | 39        | 39          | н/д            | н/д              | 40                 | 41       | н/д                         |
| Скорострельность, выстр/мин          | н/д                     | 6—8       | 8           | н/д            | н/д              | 15                 | 7        | н/д                         |
| Автомат заряжания                    | нет                     | нет       | карусель    | карусель       | нет              | ленточный конвейер | карусель | ленточный конвейер          |
| Динамическая защита                  | есть                    | нет       | есть        | встроенная ERA | есть             | есть               | есть     | нет                         |
| Активная защита                      | Трофи                   | нет       | Варта       | н/д            | нет              | есть               | JD-3     | н/д                         |
| Мощность двигателя, л. с.            | 1500                    | 1400      | 1200        | 1000           | 1200             | 1500               | 1500     | 1200                        |
| Удельная мощность, л. с./т           | 21,5                    | 23,9      | 25,0        | 19,6           | 27,3             | 27,3               | 25,9     | 27,3                        |
| Максимальная скорость, км/ч          | 64                      | 70        | 70          | 70             | 70               | 70                 | 76       | 70                          |
| Скорость заднего хода, км/ч          | 25                      | 15        | 30          | 30             | 5                | 40                 | 33       | 70(реверсивная трансмиссия) |
| Запас хода по шоссе, км              | 500                     | 450       | 500         | 500            | 450              | 450                | 450      | 500                         |
| Всего выпущено шт.                   | ~2000                   | ~200      | ~900        | ~800           | ~700             | ~400               | ~1200    | ~117                        |
| Стоимость ~                          | $6 млн                  | $9,2 млн  | $9 млн      | $9 млн         | $2 млн           | $9 млн             | $2,5 млн | $12 млн                     |

Танк постоянно модернизируется и отличается очень современной СУО. Двигатель танка имеет рекордную литровую мощность — 91 л. с./л